# Stazione di Pescara Tribunale
Stazione di Pescara Tribunale vasútállomás Olaszországban, Pescara településen.

## Vasútvonalak
Az állomást az alábbi vasútvonalak érintik:
- Ancona–Lecce-vasútvonal

## Kapcsolódó állomások
A vasútállomáshoz az alábbi állomások vannak a legközelebb:
- Stazione di Pescara Porta Nuova
- Stazione di Francavilla al Mare